# Fenòmens de transport
L'expressió fenòmens de transport es refereix a l'estudi sistemàtic i unificat de la transferència de moment, energia i matèria. El transport d'aquestes quantitats guarden fortes analogies, tant físiques com matemàtiques, de tal manera que l'anàlisi matemàtica emprada és pràcticament la mateixa.
Els fenòmens de transport es poden dividir en dos tipus: transport molecular i transport convectiu. Aquests, al seu torn, poden estudiar-se en tres nivells diferents: nivell macroscòpic, nivell microscòpic i nivell molecular.
L'estudi i l'aplicació dels fenòmens de transport és essencial per a l'enginyeria contemporània, principalment en l'enginyeria química.

## Transport molecular
El transport molecular és sovint estudiat a través del concepte de densitat de flux (flux). La densitat de flux, {\displaystyle \Phi }, és la quantitat de la propietat extensiva, {\displaystyle \phi }, que es mou a través d'una unitat d'àrea per unitat de temps:
{\displaystyle \Phi _{x}=\lambda {\frac {d\phi }{dx}}}
On:
- {\displaystyle \lambda } és una constant de proporcionalitat que rep el nom genèric de difusivitat.

- {\displaystyle x} és la direcció de transport.

- {\displaystyle {\frac {d\phi }{dx}}} es coneix genèricament com força impulsora.

Es poden observar tres casos especials de transport molecular corresponents al transport de moment, energia i matèria.

### Llei de Newton de la viscositat
{\displaystyle \tau _{xy}=\mu {\frac {dv_{x}}{dy}}}

### Llei de Fourier
La rapidesa del flux de calor per unitat d'àrea és directament proporcional al gradient negatiu de la temperatura:
{\displaystyle q_{y}=-k{\frac {dT}{dy}}}
Aquesta equació és la forma unidimensional de la "Llei de la Conducció de la Calor"
Tot i així, si s'utilitza la quantitat coneguda com la difusivitat tèrmica {\displaystyle \alpha }
llavors el terme {\displaystyle -k} es aïllat de la següent relació: 
```

  

    

      

        
α

        
=

        

          

            
k

            

              
ρ

              

                
C

                

                  
p

                

              

            

          

        

      

    

    
{\displaystyle \alpha ={\frac {k}{\rho C_{p}}}}

  

```

De manera que al substituir a l'equació de Fourier obtenim:
{\displaystyle q_{y}=\alpha {\frac {d}{dy}}(\rho C_{p}T)}
On: 
```

  

    

      

        
α

      

    

    
{\displaystyle \alpha }

  

 és la Difusivitat Tèrmica
```

```

  

    

      

        
ρ

      

    

    
{\displaystyle \rho }

  

 és la Densitat
```

```

  

    

      

        

          

            
C

          

          

            
p

          

        

      

    

    
{\displaystyle \mathbb {C} _{p}}

  

 és la Capacitat Calorífica a pressió constant
```

### Primera llei de Fick
La rapidesa del flux de l'espècie A per unitat d'àrea és directament proporcional al gradient negatiu de la concentració d'A:
{\displaystyle j_{Ay}=D_{AB}{\frac {d}{dy}}(\rho _{A})}

### Comparació dels fenòmens de difusió
Hi ha notables similituds en les equacions de quantitat de moviment, energia i transferència de massa. els quals poden ser transportats per difusió, com s'exemplifica a continuació:
- Massa: dissipació d'olors en l'aire és un exemple de difusió de massa.
- Energia: conducció de calor en un material sòlid, és un exemple de difusió de calor
- Moment: l'experiència de la pluja, quan cau a l'atmosfera, és un exemple de difusió (la gota de pluja perd "moment" en estar envoltada d'aire i caure, raó per la qual es desaccelera).

Les equacions de transferència o transport net de quantitat de moviment (Lleis de Newton), transferència de calor (Lleis de Fourier) i transferència de massa (Lleis de Fick), són molt similars. És possible convertir un coeficient de transferència en un altre i comparar els diferents fenòmens de transport
| Transport | Fenomen Físic | Equació          | Fórmula                                                                  |
| --------- | ------------- | ---------------- | ------------------------------------------------------------------------ |
| Moment    | Viscositat    | Lleis de Newton  | {\displaystyle \tau =-\nu {\frac {\partial \rho \upsilon }{\partial x}}} |
| Energia   | Calor         | Lleis de Fourier | {\displaystyle {\frac {q}{A}}=-k{\frac {dT}{dx}}}                        |
| Massa     | Difusió       | Lleis de Fick    | {\displaystyle J=-D{\frac {\partial C}{\partial x}}}                     |